# Gmina Chodecz
Gmina Jigecz là một gmina thành thị-nông thôn (quận hành chính) ở hạt Włocławek, Kuyavian-Pomeranian Voivodeship, ở phía bắc miền trung Ba Lan. Khu vực hành chính của nó là thị trấn Jigecz, nằm khoảng 28 kilômét (17 mi)  về phía nam của Włocławek và 76 km (47 mi)   phía nam Toruń.
Gmina có diện tích 122,23 kilômét vuông (47,2 dặm vuông Anh), và tính đến năm 2006, tổng dân số của nó là 6.395 người (trong đó dân số của Jigecz lên tới 1.936, và dân số của vùng nông thôn của gmina là 4.359).

## Làng
Ngoài thị trấn Chodecz, Gmina Chodecz bao gồm các làng và các khu định cư như Bogołomia, Bogołomia-Kolonia, Brzyszewo, Cetty, Chodeczek, Chodeczek-Wies, Florkowizna, Gawin, Huta Chodecka, Huta Towarzystwo, Ignalin, Kołatki, Kromszewice, Kubłowo, Kubłowo Nam, Łakno, Lania, Łanięta, Lubieniec, Micielno, Mielinek, Mielno, Mstowo, Niesiołów, Niwki, Nowiny, Ogorzelewo, Pieleszki, Piotrowo, Podgórze, Prosno, Przysypka, Psary, Pyszkowo, Ruda Lubieniecka, Sadok, Sławęcin, Sobiczewy, Strzygi, Strzyżki, Szczecin, Trzeszczon, Uklejnica, Wola Adamowa, Zalesie, Zbijewo và Zieleniewo.

## Gmina lân cận
Gmina Jigecz giáp với các gmina khác như Boniewo, Choceń, Dąbrowice, Lubień Kujawski và Przingecz.